# Allium listera
Allium listera — вид рослин з родини амарилісових (Amaryllidaceae); ендемік Китаю.

## Опис
Цибулина одиночна або скупчена, субциліндрична; оболонка від сірувато-коричневої до чорнувато-коричневої. Листків 2; черешок 2–10 см; листова пластина від еліптичної до яйцювато-округлої, 8–12 × 3–9.5 см, основа від серцеподібної до округлої, верхівка гостра або загострена. Стеблина 25–80 см, кругла в розрізі, вкрита листовими піхвами на 1/4–1/2 довжини. Зонтик кулястий. Оцвітина біла або з легким відтінком зеленого, дуже рідко з червоним відтінком; зовнішні сегменти човноподібні, 4–5 × 1.5–2 мм, верхівка тупа; внутрішні еліптично-яйцюваті, (4.5)5–6 × 2–3 мм, верхівка тупа, зазвичай зубчаста. Період цвітіння й плодоношення: червень — серпень.

## Поширення
Ендемік Китаю — Аньхой, Хебей, Хенань, Цзілінь, Шеньсі, Шаньсі.
ліси, тінисті та вологі схили, пасовища; 600–2000 м